# Agrij (rivière)
La rivière Agrij (en roumain Râul Agrij ou parfois fautivement Râul Agriș, en hongrois Egregy-patak) est une rivière du nord de la Roumanie, en Transylvanie, dans le județ de Sălaj, affluent de la rive gauche du Someș.

## Géographie
L'Agrij  prend sa source dans les Monts Meseș, près du village de Huta à 490 m d'altitude avant de couler dans le sens sud-nord et de se jeter dans le Someș, dans la ville de Jibou à 182 m d'altitude.
Elle traverse successivement les communes de Buciumi, Agrij, Românași, Creaca et la ville de Jibou.

## Hydrographie
L'Agrij est un affluent de la rive gauche du Someș.